# Birgeria
Birgeria è un genere di pesci ossei estinto, vissuto nel Triassico (250-200 milioni di anni fa). I suoi resti fossili sono stati ritrovati in molti giacimenti d'Europa, Cina, America del Nord e Groenlandia. 

## Descrizione
Lungo anche due metri, questo pesce era un grande predatore dotato di una bocca ampia; le mascelle erano armate con una fila di lunghi denti simili a zanne, affiancati da altri denti più corti. Tutti gli elementi erano di forma conica, con un cappuccio di smalto traslucido e una radice a pareti ondulate e base striata. Il corpo della birgeria era eccezionalmente robusto e praticamente nudo ad esclusione di una piccola area coperta da minute scaglie ganoidi, che irrigidiva la regione caudale e il lobo dorsale della coda, che era eterocerca, con il lobo superiore retto dalla colonna vertebrale.

## Stile di vita

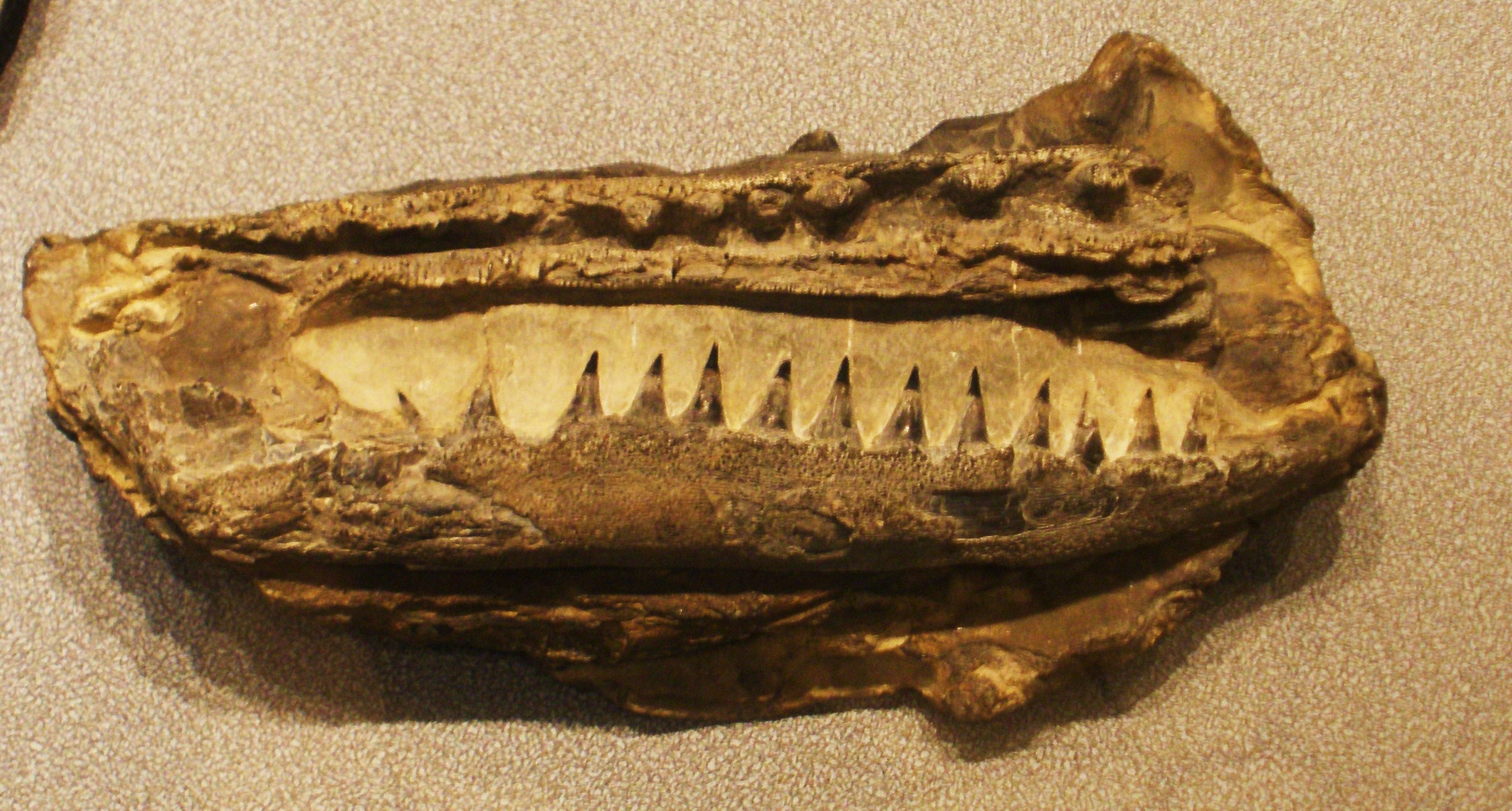
Fauci di Birgeria

La birgeria doveva essere uno dei pesci più grandi del suo ecosistema; insieme ad altri grandi predoni quali Saurichthys si muoveva in acque costiere alla ricerca di cibo, che doveva essere costituito quasi essenzialmente da altri pesci più piccoli. Resti fossili di birgeria si rinvengono con una certa frequenza nei terreni triassici d'Europa, ma sono per lo più frammentari. Nei giacimenti italo-svizzeri di Besano e Monte San Giorgio si rinvengono tali resti. Le specie più note sono Birgeria acuminata, B. mougeoti e B. stensioei dell'Europa, B. americana dell'America del Nord, mentre in Cina è stata rinvenuta B. liui e in Groenlandia B. groenlandica.

## Bibliografia

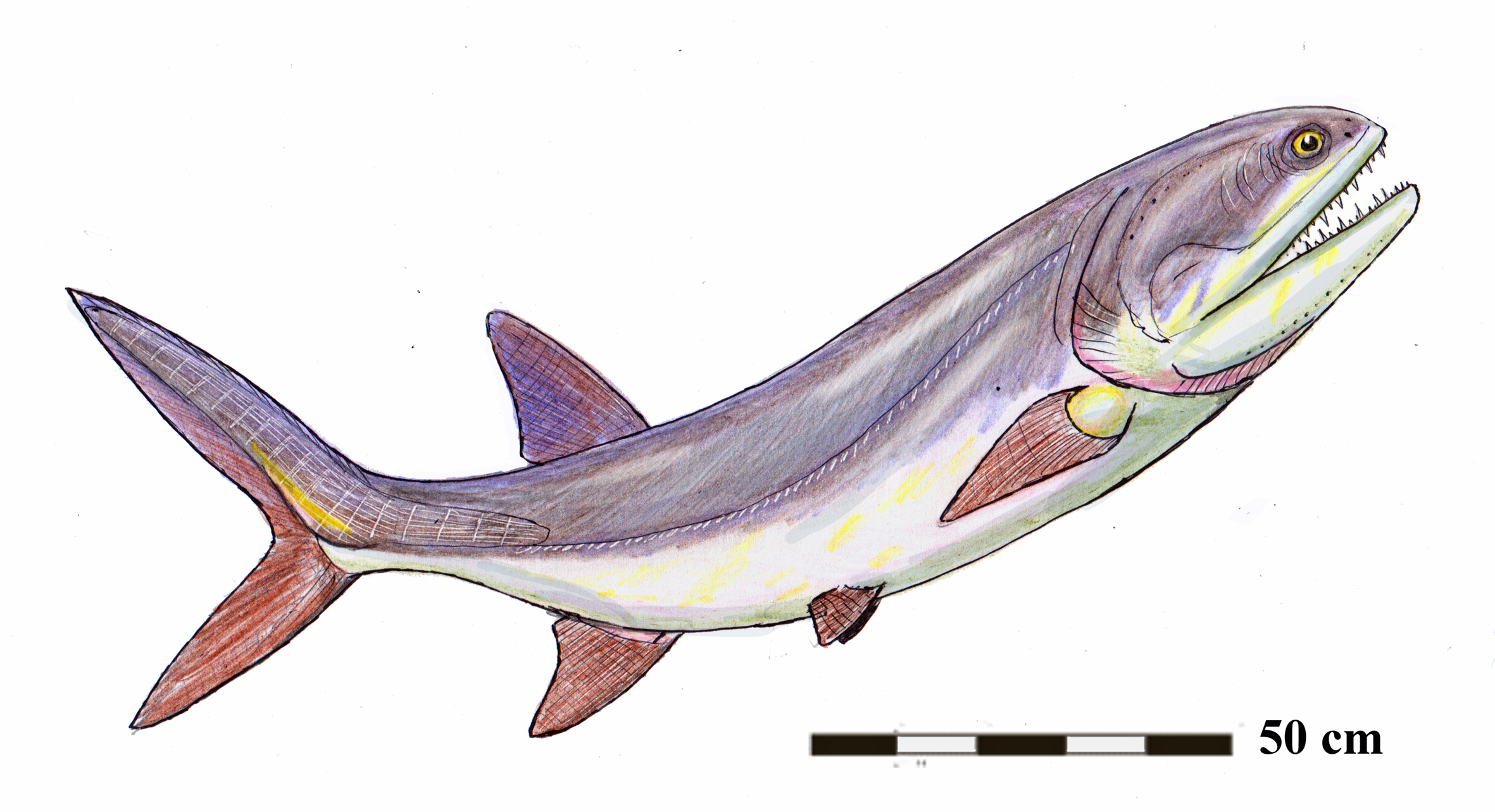
Ricostruzione di Birgeria